# Osias Beert
Osias Beert (anche Osias Beert il Vecchio) (Anversa, 1580 ca. – 1624) è stato un pittore fiammingo.

## Biografia

Natura morta con ostriche, 1610 ca.

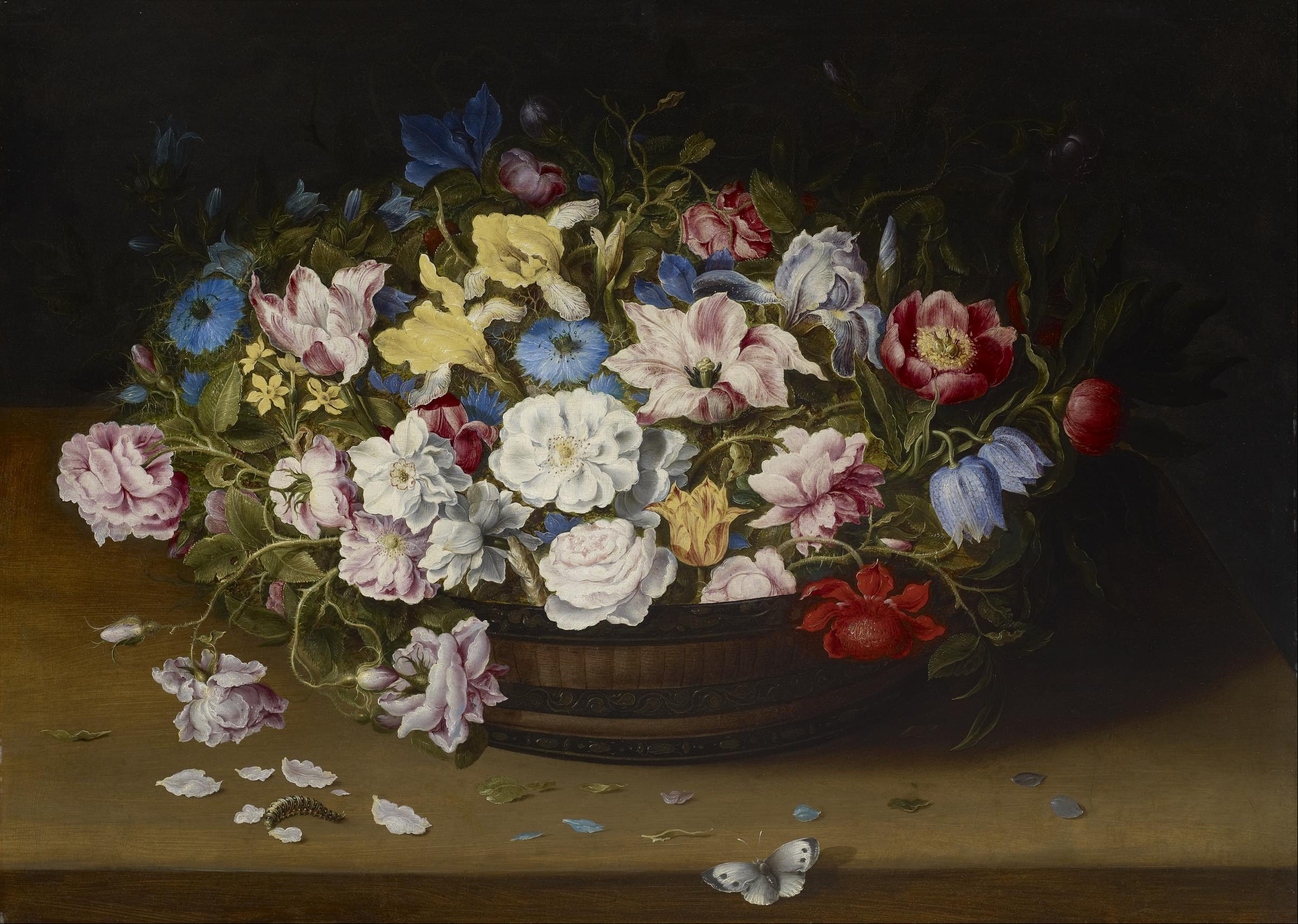
Cesto di fiori

Dal 1602, anno della sua ammissione nella Gilda di San Luca, è tra i più importanti pittori fiamminghi di fiori e di nature morte, come Ambrosius Bosschaert, Jan Brueghel il Vecchio e Jacob de Gheyn.
Le sue opere, molto brillanti, sono dense e complesse, di un esatto realismo. Una trentina di dipinti, conservati nei musei di Berlino-Dahlem, Grenoble, Varsavia, Amsterdam, Bruxelles, vengono raggruppati intorno agli otto quadri firmati, tra cui Ostriche e dolciumi, ora ai Musei reali dell'arte e della storia di Bruxelles, e Ostriche e bicchieri ora al Prado di Madrid. Gli si attribuiscono spesso opere dovute piuttosto ai numerosi allievi: Frans Ykens, Paul Pontius, Jan Willemsen. Invece vengono assegnati al figlio, Osias il Giovane, divenuto maestro nel 1645, dipinti certamente suoi. Secondo Ingvar Bergström, avrebbe collaborato con Rubens.